# Helenówka (Myszków)
Helenówka – dzielnica Myszkowa, w północno-wschodniej części miasta. Leży peryferyjnie, wzdłuż ulicy o tej samej nazwie prowadzącej na Jaworznik, otoczona kompleksem leśnym.

## Historia
Helenówka to dawne osiedle związane ze Starym Myszkowem. Od 1867 w gminie Żarki, a od 1 stycznia 1924 w nowo utworzonej gminie Myszków. W latach 1867–1926 należała do powiatu będzińskiego, a od 1927 do zawierciańskiego. W II RP przynależała do woj. kieleckiego. 4 listopada 1933 gminę Myszków podzielono na dziewięć gromad. Wieś Myszków Stary i osiedle Helenówka ustanowiły gromadę o nazwie Myszków Stary w gminie Myszków.
Podczas II wojny światowej włączone do III Rzeszy. 19 stycznia 1945 nastąpiło wyzwolenie Starego Myszkowa przez Armię Czerwoną.
Po wojnie gmina Myszków przez bardzo krótki czas zachowała przynależność administracyjną, lecz już 18 sierpnia 1945 roku została wraz z całym powiatem zawierciańskim przyłączone do woj. śląskiego. Według stanu z 1 kwietnia 1949 gmina Myszków podzielona była nadal na pięć gromad: Ciszówka, Mijaczów, Myszków Nowy, Myszków Stary (z Helenówką) i Pohulanka.
W związku z nadaniem gminie Myszków status miasta 1 stycznia 1950, Helenówka stała się obszarem miejskim.